# Чемпионство мира AWA в тяжёлом весе
Чемпионство мира в тяжёлом весе AWA (англ. AWA World Heavyweight Championship) — это мировой титул в тяжёлом весе в рестлинге, который использовался в American Wrestling Association. Все торговые марки AWA, включая права на данный титул, теперь принадлежат WWE.
Титул чемпиона мира в тяжёлом весе AWA был учрежден в мае 1960 года, после того как AWA вышла из состава National Wrestling Alliance (NWA); до этого AWA входила в состав NWA как ее территория в Миннеаполисе, Миннесота. Первым чемпионом стал Пэт О’Коннор, который был признан первым чемпионом после выхода AWA из состава NWA, так как О’Коннор владел также титулом чемпиона мира NWA в тяжелом весе, который он завоевал 9 января 1959 года. Создание титула чемпион мира в тяжёлом весе AWA проложило путь к созданию многих других чемпионств мира в других рестлинг-промоушенах. AWA и титул стали неактивными в конце 1990 года, и организация официально закрылась в августе 1991 года.
Титул представлен в видеоиграх WWE '13 как загружаемый титул и как разблокируемый титул в WWE 2K14 и в версиях WWE 2K15, WWE 2K16 и WWE 2K17.